# Jean Scultet

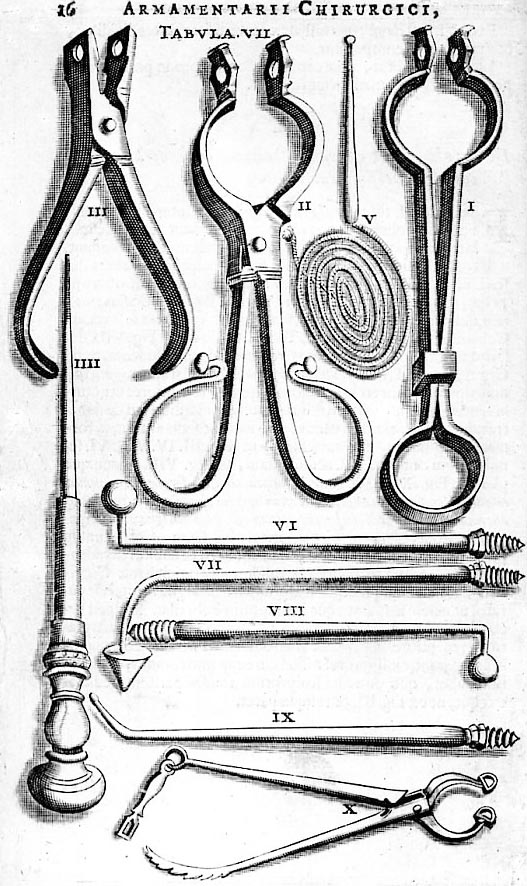
Instruments chirurgicaux (Armamentarium-Chirurgicum, 1655)

Jean Scultet, en allemand  Johann Schultes, en latin Johannes Scultetus, (12 octobre 1595 à Ulm - 1er décembre 1645 à Stuttgart), est un chirurgien allemand.

## Biographie
Né à Ulm, Jean Scultet est le fils d'un simple batelier. Contrairement à ses contemporains qui sont principalement des barbiers chirurgiens formés sur le tas, il va étudier la médecine et la chirurgie à l'université de Padoue où il est l'élève de Girolamo Fabrizi d'Acquapendente et le préparateur de chirurgie d'Adriaan van de Spiegel (Spigelius) pendant sept ans. Docteur en 1621 en médecine, chirurgie et philosophie, il exerce brièvement à Padoue, puis à Vienne avant de retourner dans sa ville natale à 30 ans. 
Il meurt à Stuttgart, où il avait été appelé pour soigner un patient.
Scultet est considéré comme l’un des médecins-chirurgiens les plus importants de son époque. Célèbre par son habileté, sa hardiesse et son esprit d'invention, Scultet a créé de nombreux instruments chirurgicaux, dont des crochets et strippers
pour la phlébectomie et des appareils pour les fractures. Il a mis au point un bandage qui porte son nom.

## Œuvres
- Armamentarium chirurgicum, Ulm, 1653. Cet ouvrage posthume, illustré de plus de 40 gravures, a été publié par les soins de son neveu, également nommé Scultetus. Il décrit les instruments de chirurgie employés à l'époque, et est l’un des ouvrages de chirurgie les plus populaires du XVIIe siècle. Il connait de très nombreuses éditions (dont Amsterdam en 1671 et Leyde en 1693, et la dernière en 1741), et a été traduit par François Deboze sous le titre L'Arcenal de chirurgie, Lyon, 1675.
- Notices d'autorité :   - VIAF
  - ISNI
  - BnF (données)
  - IdRef
  - LCCN
  - GND
  - Italie
  - CiNii
  - Pays-Bas
  - Pologne
  - Israël
  - NUKAT
  - Suède
  - Australie
  - Norvège
  - Tchéquie
  - WorldCat